# 4919 Vishnevskaya
4919 Vishnevskaya è un asteroide della fascia principale. Scoperto nel 1974, presenta un'orbita caratterizzata da un semiasse maggiore pari a 2,2702526 UA e da un'eccentricità di 0,2420997, inclinata di 5,01410° rispetto all'eclittica.